# Nephodia nudata
Nephodia nudata là một loài bướm đêm trong họ Geometridae.